# Spaziotempo

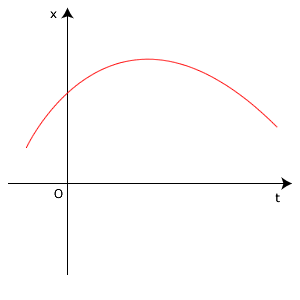
Diagramma dello spaziotempo.

In fisica per spaziotempo, o cronòtopo, si intende la struttura quadridimensionale dell'universo.
Si tratta di un concetto fisico introdotto dalla teoria della relatività ristretta, che combina le classiche nozioni distinte di spazio e di  tempo in un'unica entità composta da quattro dimensioni: le tre spaziali (lunghezza, larghezza e profondità) e quella temporale. In questa visione lo spaziotempo è lo "scenario" in cui si svolgono gli eventi e anche la dimensione tempo è relativa, ovvero misurabile con valori diversi in differenti sistemi di riferimento.
I punti dello spaziotempo identificano un fenomeno che si verifica in una certa posizione spaziale e in un certo istante, ed è quindi individuato da quattro coordinate. In genere, per visualizzare le coordinate spaziali si usano tre coordinate cartesiane determinate dalla scelta di una terna di riferimento ortogonale; esse si possono denotare con le tre lettere x, y e z, oppure con le lettere, dotate di indici (o deponenti, o pedici), {\displaystyle \,x_{1},x_{2},x_{3}}. Nel primo caso la coordinata temporale si indica con t, nel secondo con {\displaystyle \,x_{0}}. Le coordinate con indici hanno il vantaggio formale di consentire l'uso di indici correnti e quindi di espressioni sintetiche. Di solito per un indice che corre solo nelle dimensioni spaziali 1, 2 e 3 si usano lettere latine come i, j e k, mentre per gli indici spaziotemporali che corrono da 0 a 3 si usano lettere greche come μ e ν. Inoltre quando si studiano sistemi particolari (ad es. dotati di determinate simmetrie), per le dimensioni spaziali, invece delle coordinate cartesiane risulta conveniente usare ora le coordinate sferiche, ora le coordinate cilindriche, ora altre.
Secondo la relatività generale, ogni corpo nell'universo influisce in ragione della propria massa sullo spaziotempo, incurvando le tre dimensioni dello spazio e determinando un rallentamento del tempo nel proprio campo gravitazionale. Nel caso dei buchi neri, a causa della fortissima attrazione gravitazionale, il tempo viene rallentato in modo estremo, tanto che, in teoria, sul loro orizzonte degli eventi dovrebbe arrestarsi.

## I concetti di spazio e tempo
Fino alle teorie della relatività ristretta e generale, il tempo era concepito come assoluto e indipendente dagli osservatori. Lo spazio, inoltre, era regolato dalla geometria euclidea. In tale geometria e nella fisica pre-relativistica le dimensioni di un oggetto, come la sua larghezza, lunghezza o volume, non cambiano quando questo si sposta o ruota nello spazio, oppure quando lo si osserva da diverse angolazioni.
Nella geometria euclidea, l'invariante fondamentale è quindi la distanza tra due punti
{\displaystyle P^{(1)}=(x_{\,1}^{(1)},x_{\,2}^{(1)},x_{\,3}^{(1)})} e 
{\displaystyle P^{(2)}=(x_{\,1}^{(2)},x_{\,2}^{(2)},x_{\,3}^{(2)})}, ovvero il suo quadrato:
{\displaystyle {\Delta s}^{2}\,:=\,{\Delta x_{1}}^{2}+{\Delta x_{2}}^{2}+{\Delta x_{3}}^{2}=\sum _{i=1}^{3}{\Delta x_{i}}^{2}\quad con\quad \Delta x_{i}:={x^{(2)}}_{i}-{x^{(1)}}_{i}},
che non cambia quando vengono applicate traslazioni
{\displaystyle x'_{i}=a_{i}+x_{i}\quad i=1,2,3},
oppure isometrie, cioè rotazioni e riflessioni.

## Le trasformazioni di Galileo
Nello spazio fisico tutte le direzioni spaziali sono equivalenti (si dice che lo spazio fisico è isotropo). Con la nascita della meccanica classica si è cercato di capire come variassero le leggi fisiche al variare del punto d'osservazione e degli spostamenti relativi dei due sistemi di riferimento. Un problema di grande importanza è quello dell'invarianza delle leggi fisiche in seguito a cambi di sistemi di riferimento.
Nelle trasformazioni galileiane si prende in considerazione un caso estremamente semplice: si considera un sistema inerziale K, ovvero un sistema in cui le leggi della fisica sono espresse nella forma più semplice, e un sistema K' che, senza ruotare, si muove di moto uniforme rispetto a K; anche K' potrà essere, quindi, considerato sistema inerziale.
Per scrivere le trasformazioni, si partiva da 2 assiomi fondamentali:
1. il tempo è assoluto, ovvero il tempo t' misurato rispetto a K' è il medesimo di quello t misurato in K e relativo al medesimo evento;
2. la lunghezza è assoluta: un intervallo s in quiete, rispetto a K, ha la stessa lunghezza di s misurato in K', in moto rispetto a K.

Ponendo gli assi dei due sistemi paralleli è semplice determinare la cosiddetta trasformazione di Galileo:
{\displaystyle \left\{{\begin{matrix}{x'}_{i}=x_{i}-a_{i}-b_{i}t\\t'=t\end{matrix}}\right.},
da cui è semplice ricavare che:
{\displaystyle {\frac {\operatorname {d} ^{2}x'_{i}}{\operatorname {d} t^{2}}}={\frac {\operatorname {d} }{\operatorname {d} t}}\left({\frac {\operatorname {d} x_{i}}{\operatorname {d} t}}-b_{i}\right)={\frac {\operatorname {d} ^{2}x_{i}}{\operatorname {d} t^{2}}}}
e per la distanza tra due punti differenti:
{\displaystyle {x'^{(1)}}_{i}-{x'^{(2)}}_{i}\,=\,{x^{(1)}}_{i}-{x^{(2)}}_{i}}

## Le trasformazioni di Lorentz
Alla prova dei fatti, tali trasformazioni furono considerate valide per molto tempo, almeno fino agli studi sull'elettromagnetismo. Il grave problema della relatività galileiana è che, mentre le leggi della meccanica classica sono invarianti per trasformazioni galileiane, lo stesso non vale per le Equazioni di Maxwell, che riassumono in sé tutto l'elettromagnetismo. Inoltre, evidenze sperimentali (come il famoso esperimento di Michelson-Morley), sul finire del XIX secolo misero in crisi l'idea di sistemi di riferimento assoluti (vedi etere).
Le trasformazioni di Lorentz propriamente dette sono un sistema di equazioni che, inserendo la velocità della luce c, danno il modo corretto in cui cambia il moto, in un sistema di riferimento in moto, rispetto ad uno fisso. Il caso più semplice di trasformazione è quella in cui il moto di un sistema si sviluppa solo ed esclusivamente lungo un asse particolare, ad esempio quello x:
{\displaystyle \left\{{\begin{matrix}t'={\frac {t-{\frac {v}{c^{2}}}x}{\sqrt {1-{\frac {v^{2}}{c^{2}}}}}}\\x'={\frac {x-vt}{\sqrt {1-{\frac {v^{2}}{c^{2}}}}}}\\y'=y\\z'=z\end{matrix}}\right.}
Queste trasformazioni fanno sì che le equazioni di Maxwell restino invarianti in qualsiasi sistema di riferimento (inerziale) vengano applicate (invarianza che viene invece persa per le equazioni di Newton), ma per non abbandonare l'idea dell'etere (e quindi di tempo e spazio assoluti) si costruirono varie ipotesi ad hoc, come la contrazione delle distanze sperimentali in direzione del moto dell'osservatore rispetto all'etere, oppure il suo trascinamento da parte della Terra nei suoi moti di rivoluzione.

## Teoria della Relatività
Le trasformazioni suddette compaiono invece alla base della teoria della Relatività ristretta di Albert Einstein, come diretta conseguenza degli assiomi di costanza della velocità della luce c e dell'invarianza delle leggi fisiche in seguito a cambi di sistemi di riferimento (inerziali).
Con l'accettazione da parte della comunità scientifica della teoria della relatività è stato demolito il concetto di spazio e di tempo assoluti e separati l'uno dall'altro, mentre ha preso il suo posto il concetto di spaziotempo, nel quale non c'è un sistema di riferimento privilegiato e per ogni evento le coordinate spaziali e temporali sono legate tra di loro in funzione dello spostamento relativo dell'osservatore. Con l'assenza di un tempo assoluto, anche il concetto di contemporaneità è stato modificato dall'avvento della relatività: si può definire al suo posto l'altrove assoluto, cioè l'insieme degli eventi che non appartengono né al futuro né al passato, al di fuori cioè del cono di luce.

## Concetto di evento
In fisica, e in particolare nello studio della relatività, un evento indica un fenomeno fisico, localizzato in uno specifico punto dello spazio quadrimensionale.

### Esempi nel mondo macroscopico
Per esempio, nell'esperienza sperimentabile da chiunque di prima mano:
1. un bicchiere che cade a terra e si rompe in un determinato momento è un evento;
2. un'eclisse osservabile ad occhio nudo è un evento.

Accadono in un unico posto in un determinato momento, in uno specifico sistema di riferimento.

In senso stretto, la nozione di un evento è una idealizzazione astratta, nel senso che specifica un attimo definito ed un luogo nello spazio, mentre l'evento sembra avere un'estensione finita sia nel tempo che nello spazio.

### Spaziotempo di Minkowski
Come detto, l'usuale spazio euclideo può essere definito a partire dall'invariante della distanza euclidea, il cui quadrato è:
{\displaystyle d^{2}=\Delta x^{2}+\Delta y^{2}+\Delta z^{2}}
Questa quantità, calcolata col Teorema di Pitagora, è l'unica invariante a qualsiasi cambiamento del sistema di riferimento (traslazione o rotazione degli assi di coordinate).
In precedenza, il tempo era considerato un invariante e non poteva essere sommato alle tre dimensioni spaziali. Con la teoria della relatività ristretta, nel momento in cui si iniziano a prendere in considerazione alte velocità ciò non è più vero, in quanto le coordinate temporali e spaziali si mischiano sotto l'effetto di un cambiamento di sistema di riferimento.
La nuova "distanza" quadra è costruita sottraendo alla distanza quadrata euclidea un termine temporale:
{\displaystyle \Delta s^{2}=-c^{2}\Delta t^{2}+\Delta x^{2}+\Delta y^{2}+\Delta z^{2}}
dove c è la velocità della luce, uguale per ogni osservatore. Questa grandezza è spesso chiamata intervallo relativistico. Si verifica subito che prendendo due eventi come l'emissione di un raggio luminoso in un certo punto dello spazio-tempo {\displaystyle P_{em}=(t_{0},x_{0},y_{0},z_{0})} e la sua ricezione in un altro punto {\displaystyle P_{oss}=(t_{1},x_{1},y_{1},z_{1})}, l'intervallo tra di essi è identicamente nullo. Si verifica anche che applicando una trasformazione di Lorentz alle coordinate, l'intervallo rimane immutato.
L'intervallo non è il quadrato di una distanza, in quanto non è definito positivo. Esistono due diverse convenzioni, quella con il meno davanti al termine temporale ed il più davanti a quelli spaziali e quella opposta, con tutti i segni invertiti:
{\displaystyle \Delta s^{2}=c^{2}\Delta t^{2}-\Delta x^{2}-\Delta y^{2}-\Delta z^{2}}
Non esiste una convenzione dominante nel mondo accademico, ma la segnatura utilizzata non cambia minimamente la teoria fisica. Utilizzando invece la rotazione di Wick, considerando cioè un tempo puramente immaginario, si ottiene una distanza euclidea nello spazio-tempo quadridimensionale:
{\displaystyle \tau =it}
{\displaystyle \Delta s^{2}=c^{2}\Delta \tau ^{2}+\Delta x^{2}+\Delta y^{2}+\Delta z^{2}}
{\displaystyle \Delta s={\sqrt {c^{2}\Delta \tau ^{2}+\Delta x^{2}+\Delta y^{2}+\Delta z^{2}}}}
Bisogna notare però che la rotazione di Wick altera la struttura matematica della teoria e non è confrontabile con le due segnature discusse sopra. Questa formulazione è in realtà un prolungamento analitico delle altre e può essere usata, in alcuni contesti, per facilitare la risoluzione di alcuni problemi, facendo la trasformazione inversa per ritornare al tempo "fisico".
Nella relatività generale, l'intervallo viene generalizzato con il calcolo dell'elemento di spazio-tempo infinitesimo {\displaystyle {\mbox{d}}s^{2}}, tenendo conto delle variazioni della distanza infinitesima dovute alla curvatura dello spazio-tempo. La relatività ristretta è, in questa ottica, l'insieme delle trasformazioni di coordinate, la cinematica e la dinamica di sistemi in uno spazio-tempo di Minkowski o pseudoeuclideo.

## Evoluzione del concetto nella fisica moderna

### La curvatura dello spaziotempo nella Relatività Generale

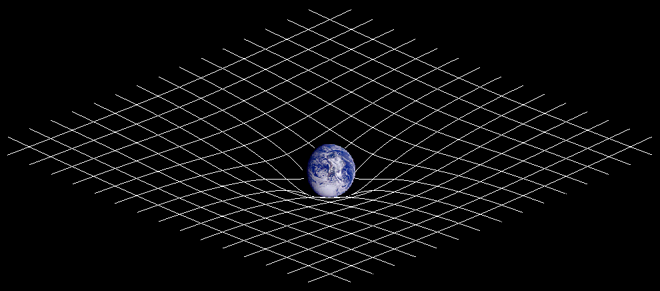
Una celebre illustrazione divulgativa della curvatura dello spaziotempo dovuta alla presenza di massa, rappresentata in questo caso dalla Terra.

La teoria della relatività generale afferma infatti che lo spaziotempo viene più o meno incurvato dalla presenza di una massa; un'altra massa più piccola si muove allora come effetto di tale curvatura. Spesso, si raffigura la situazione come una palla che deforma un telo elastico teso con il suo peso, mentre un'altra pallina viene accelerata da questa deformazione del piano ed in pratica attratta dalla prima. Questa è solo una semplificazione alle dimensioni raffigurabili, in quanto ad essere deformato è lo spazio-tempo e non solo le dimensioni spaziali, cosa impossibile da raffigurare e difficile da concepire.
L'unica situazione che riusciamo a raffigurare correttamente è quella di un universo a una dimensione spaziale ed una temporale. Un qualunque punto materiale è rappresentato da una linea (linea di universo), non da un punto, che fornisce la sua posizione per ogni istante: il fatto che sia fermo o in moto farà solo cambiare l'inclinazione di questa retta. Ora pensiamo di curvare tale universo usando la terza dimensione: quello che prima era la retta che descriveva un punto, ora è diventata una superficie.
Su una superficie curva non vale la geometria euclidea, in particolare è possibile tracciare un triangolo i cui angoli sommati non forniscono 180º ed è anche possibile procedere sempre nella stessa direzione, ritornando dopo un certo tempo al punto di partenza.
La curvatura dello spazio-tempo fu verificata per la prima volta da Arthur Eddington che durante l'eclissi solare del 1919 rilevò il fenomeno della lente gravitazionale.

### Lo spaziotempo è quantizzato?
La ricerca attuale è concentrata sulla natura dello spaziotempo alla scala di Planck. La teoria della gravitazione quantistica a loop, la teoria delle stringhe, il principio olografico e la termodinamica dei buchi neri predicono tutte uno spaziotempo quantizzato, con accordo sull'ordine di grandezza. La teoria della gravità a loop propone addirittura predizioni precise circa la geometria dello spaziotempo alla scala di Planck.
La presenza di un quanto del tempo, il chronon, è stata proposta nel 1927. Le relative teorie, sviluppate successivamente, non ancora confermate, potrebbero aiutare il tentativo di unione tra quantistica e relatività.

### Superspazio
Il concetto di "superspazio" ha avuto due significati in fisica. La parola è stata usata la prima volta da John Archibald Wheeler per descrivere la configurazione spaziale della relatività generale, per esempio, tale uso può essere visto nel suo famoso libro di testo del 1973 dal titolo Gravitation.
Il secondo significato si riferisce alle coordinate spaziali relative ad una teoria della supersimmetria. In tale formulazione, insieme alle dimensioni spazio ordinario x, y, z, ...., (dello spazio di Minkowski) ci sono anche le dimensioni "anticommutanti" le cui coordinate sono etichettate con i numeri di Grassmann; ovvero assieme alle dimensioni dello spazio di Minkowski che corrispondono a gradi di libertà bosonici, ci sono le dimensioni anticommutanti relative ai gradi di libertà fermionici.
L'equazione di Wheeler-DeWitt afferma la non-esistenza del tempo come variabile fisica, pur essendo possibili estensioni che lo reintroducono come nella fisica classica.

## Teoria in letteratura
Un impiego molto rilevante del concetto di cronotopo è quello proposto all'interno della narratologia, in particolare dal russo Michail Michajlovič Bachtin, per il quale la categoria tempo all'interno del romanzo riveste un ruolo di estrema centralità. In tale contesto il cronotopo viene a indicare «l'interconnessione dei rapporti temporali e spaziali all'interno di un testo letterario».
Non è da trascurare il ruolo dello spaziotempo nelle narrazioni di viaggi oltremondani, specialmente nella tradizione medievale, come si ricava da un recente contributo.